# 黒瀧節也
黒瀧節也（くろたき せつや）1979年7月29日 - ）は、日本の音楽家、選曲家。東京都渋谷区生まれ。ソロユニットiiP（イープ）として活動。

## iiP ディスコグラフィ
アルバム
- STANDALONE SYNDROME

シングル
- tiktok
- 442ha
- colour colour
- remodel
- SNIFF